# Anne d'Yves
Anne Therese Philippine d'Yves, född 1738, död 1814, var en belgisk revolutionär, politisk aktivist, salongsvärd och författare som spelade en viktig roll under revolutionen och den efterföljande republiken i de Österrikiska Nederländerna i nuvarande Belgien 1789–1790. Hon var berömd i det samtida Belgien och har kallats revolutionären från Brabant.   
Anne Therese Philippine d'Yves föddes på 1730-talet som grevinna i Brabant. Hon gifte sig aldrig. Hon var engagerad i oppositionen mot det österrikiska styret, höll en politisk salong i Bryssel och var aktiv som pamflettförfattare. Hennes politiska aktivitet var välkänd i det belgiska samhället och hennes idéer ska ha diskuterats öppet på gatorna, vilket observerades även av myndigheterna. Då Bryssels borgmästare, som var en välkänd gäst hos henne, blev arresterad varnades hon av de österrikiska myndigheterna för att upphöra med sin aktivism eftersom hennes idéer diskuterades över hela samhället.
Hon hade ett brett kontaktnät över stora delar av samhället, stod i kontakt med både den demokratiska kommittén och ständerna och samordnade kontakterna mellan det revolutionära och det traditionella partiet. d'Yves agerade medlare mellan de radikala (Vonckistes) och de konservativa (statistes) och arrangerade sammanträffanden mellan dem. Hon spelade en stor roll för att förena adeln, skråna och demokraterna, som alla ingick i opposition mot Österrike, och tillhörde de få bland deltagarna i revolutionen som försökte överbygga partisplittringen. 
Det var inte ovanligt med kvinnligt deltagande under den belgiska revolutionen 1789. Kvinnor hade informellt varit engagerade i styret i provinserna före revolutionen, och under revolutionen finns många omnämnanden om kvinnligt deltagande på alla nivåer, även i strid. Hertiginnan d'Arenberg och hertiginnan d'Ursel, medlemmar av de två rikaste adelsfamiljerna i Österrikiska Nederländerna, anslöt sig till d'Yves, stannade kvar i området under revolutionen sedan deras män flytt och försåg upproret med militära trupper; den sistnämnda mötte Henri van der Noot med sina egna trupper för att välkomna honom vid hans triumftåg i Bryssel 1789. Endast Anne Therese Philippine d'Yves och Jeanne de Bellem är dock utförligt beskrivna som individer.